# Jonathan Quick
Jonathan Douglas Quick (* 21. Januar 1986 in Milford, Connecticut) ist ein US-amerikanischer Eishockeytorwart, der seit Juli 2023 bei den New York Rangers in der National Hockey League (NHL) unter Vertrag steht. Zuvor war er über 15 Jahre für die Los Angeles Kings aktiv, die ihn im NHL Entry Draft 2005 an 72. Position ausgewählt hatten. Mit dem Team gewann er in den Jahren 2012 und 2014 den Stanley Cup und wurde dabei 2012 als MVP der Playoffs mit der Conn Smythe Trophy ausgezeichnet. Den Stanley-Cup-Gewinn wiederholte er 2023 im Rahmen eines kurzen Engagements bei den Vegas Golden Knights. Insgesamt gilt er als einer der besten Torhüter seiner Generation, so gewann er bereits zweimal die William M. Jennings Trophy für den geringsten Gegentorschnitt der NHL. Darüber hinaus hält er bei den Kings nahezu alle wesentlichen Franchise-Rekorde auf seiner Position, unter anderem für die meisten Spiele, Siege und Shutouts.

## Karriere

### Verein

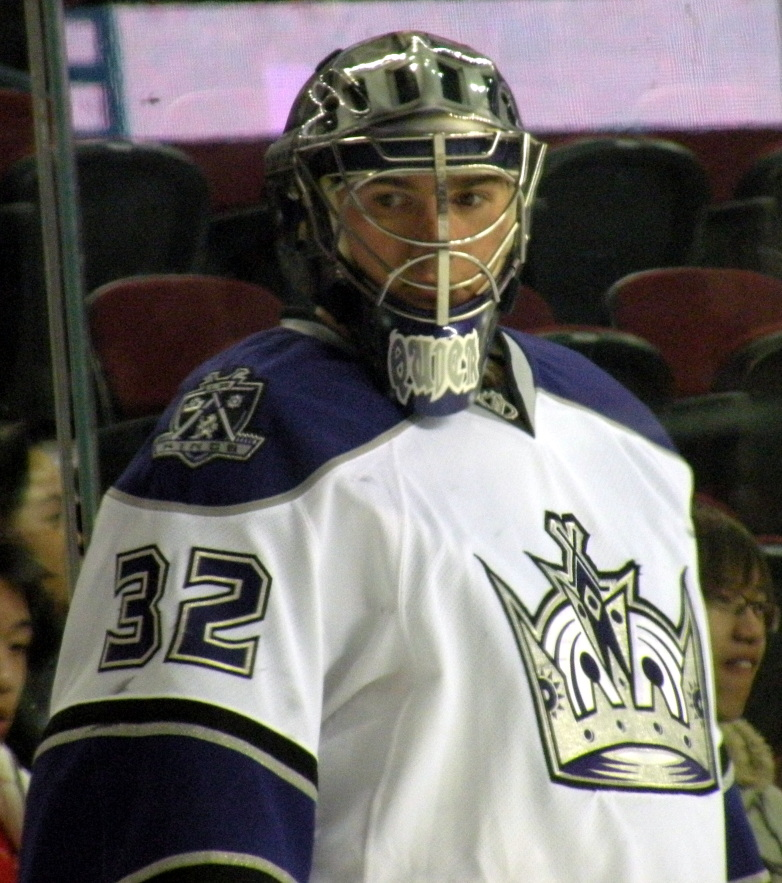
Quick im Trikot der Kings (2009)

Jonathan Quick begann seine Karriere als Eishockeyspieler in der Mannschaft der Avon Old Farms High School, für die er von 2002 bis 2005 aktiv war. Anschließend wurde er im NHL Entry Draft 2005 in der dritten Runde als insgesamt 72. Spieler von den Los Angeles Kings ausgewählt. Zunächst stand der Torwart jedoch zwei Jahre lang für das Team der University of Massachusetts Amherst zwischen den Pfosten, ehe er in der Saison 2007/08 sein Debüt für Los Angeles in der National Hockey League gab. Insgesamt kam er drei Mal in der NHL zum Einsatz und erreichte dabei einen Gegentorschnitt von 3,84. Den Rest der Spielzeit verbrachte er bei den Reading Royals in der ECHL und den Manchester Monarchs in der American Hockey League.
In der folgenden Spielzeit kam Quick zunächst bei den Monarchs in der AHL zum Einsatz. Im Laufe der Saison wurde er in den NHL-Kader der Kings berufen und konnte sich aufgrund guter Leistungen gegen das etatmäßige Torhüterduo Erik Ersberg sowie Jason LaBarbera durchsetzen, sodass er insgesamt 44 Spiele in seiner ersten Saison in der höchsten Spielklasse Nordamerikas bestritt. Ab der Saison 2009/10 wurde Quick schließlich als Stammtorwart bei den Kings eingesetzt und konnte sich in den folgenden Jahren als einer der besten Schlussmänner der Liga etablieren. So gelang ihm in der Spielzeit 2011/12 mit 1,92 Gegentoren pro Spiel der zweitniedrigste Gegentorschnitt in der Liga sowie mit 92,8 % die bisher höchste Fangquote seiner NHL-Karriere. Weiterhin blieb er in zehn Partien ohne Gegentor und führte damit nicht nur die Liga an, sondern markierte gleichzeitig einen neuen Franchise-Rekord. In den Play-offs konnte der Linksfänger an seinen Leistungen aus der Hauptrunde anknüpfen und war mit einem Gegentorschnitt von 1,41 sowie drei Shoutouts maßgeblich am ersten Stanley-Cup-Sieg in der Geschichte der Los Angeles Kings beteiligt, sodass er im Anschluss die Conn Smythe Trophy als wertvollster Spieler der Play-offs erhielt. Im Sommer 2012 einigte er sich mit den Kings auf einen zehnjährige Verlängerung seines Vertrages.
Nach der durch den Lockout verkürzten Saison 2012/13 erreichten die Kings in den Play-offs das Western Conference Finale, scheiterten jedoch trotz guter Leistung Quicks in fünf Spielen gegen den späteren Stanley-Cup-Sieger Chicago Blackhawks. In der Spielzeit 2012/13 hatte der US-Amerikaner mit 2,07 Gegentoren pro Spiel den niedrigsten Gegentorschnitt unter den Torhütern mit mindestens 25 Einsätzen und gewann demnach die William M. Jennings Trophy. In den Play-offs konnte man nach fünf Spielen im Finale gegen die New York Rangers den zweiten Stanley Cup innerhalb von drei Jahren gewinnen. Im Oktober 2014 gelang Quick das 33. NHL-Spiel ohne Gegentor seiner Karriere, womit er Rogatien Vachon als Torhüter mit den meisten Shutouts in der Geschichte der Kings ablöste. Dennoch konnten Quicks solide Leistungen in der Saison 2014/15 das Verpassen der Play-offs seiner Mannschaft nicht verhindern, sodass erstmals seit den Carolina Hurricanes in der Spielzeit 2006/07 ein amtierender Stanley-Cup-Sieger die post-season nicht erreichte. Im Jahre 2018 gewann Quick die William M. Jennings Trophy erneut. Wenig später verzeichnete er im Januar 2019 seinen 300. Sieg in der NHL.
Im Februar 2023 gaben ihn die Kings kurz vor der Trade Deadline überraschend an die Columbus Blue Jackets ab und schickten darüber hinaus ein konditionales Erstrunden-Wahlrecht für den NHL Entry Draft 2023 sowie ein Drittrunden-Wahlrecht im NHL Entry Draft 2024 nach Ohio. Im Gegenzug wechselten Torhüter-Kollege Joonas Korpisalo und Wladislaw Gawrikow nach Los Angeles. Aus dem Erstrunden-Wahlrecht soll je ein Zweitrunden-Wahlrecht für die Drafts 2023 und 2024 werden, falls die Kings die Playoffs 2023 verpassen. Somit verließ Quick die Kings nach über 15 Jahren, wobei er zu diesem Zeitpunkt mit 743 bestrittenen Partien, 370 Siegen und 57 Shutouts alle wesentlichen Franchise-Rekorde innehatte.
Bereits am Tag darauf transferierten die Blue Jackets ihn weiter zu den Vegas Golden Knights und übernahmen weiterhin die Hälfte seines Gehalts, wofür sie Michael Hutchinson sowie ein Siebtrunden-Wahlrecht im NHL Entry Draft 2025 erhielten. In den anschließenden Playoffs 2023 gewann Quick mit den Golden Knights seinen dritten Stanley Cup, wobei er in der Post-Season jedoch nicht zum Einsatz kam. Durch 41 Partien in der regulären Saison war er allerdings automatisch für die Gravur auf der Trophäe qualifiziert. Am Saisonende wurde sein Vertrag in Las Vegas nicht verlängert, sodass er sich im Juli 2023 als Free Agent den New York Rangers anschloss.
Im März 2024 verzeichnete Quick seinen 392. Sieg in der NHL, sodass er seither der US-Amerikaner mit den meisten siegreichen Partien der Ligahistorie ist und dabei Ryan Miller (391) übertraf.

### International
Quick stand im Kader der US-amerikanischen Nationalmannschaft für die Olympischen Winterspiele 2010 in Vancouver, blieb beim Gewinn der Silbermedaille seines Teams als dritter Torhüter hinter Tim Thomas und Ryan Miller jedoch ohne Einsatz. Bei den Olympischen Winterspielen 2014 in Sotschi stand er als Stammtorhüter der USA im Aufgebot und bestritt fünf von sechs Partien, scheiterte mit der Mannschaft jedoch im Halbfinale gegen Kanada und verlor anschließend auch das Spiel um Platz 3 gegen Finnland. Im September 2016 gehörte er erneut zum Team USA, das beim World Cup of Hockey 2016 bereits in der Gruppenphase ausschied.

## Erfolge und Auszeichnungen
| - 2007 Hockey East Second All-Star Team - 2007 NCAA East Second All-American Team - 2012 Teilnahme am NHL All-Star Game - 2012 Stanley-Cup-Gewinn mit den Los Angeles Kings - 2012 Conn Smythe Trophy - 2012 NHL Second All-Star Team | - 2014 William M. Jennings Trophy - 2014 Stanley-Cup-Gewinn mit den Los Angeles Kings - 2016 Teilnahme am NHL All-Star Game - 2018 Teilnahme am NHL All-Star Game (verletzungsbedingte Absage) - 2018 William M. Jennings Trophy - 2023 Stanley-Cup-Gewinn mit den Vegas Golden Knights |

### International
- 2010 Silbermedaille bei den Olympischen Winterspielen

## Karrierestatistik
Stand: Ende der Saison 2024/25

### International
Vertrat die USA bei:
- Olympischen Winterspielen 2010
- Olympischen Winterspielen 2014
- World Cup of Hockey 2016

(Legende zur Torhüterstatistik: GP oder Sp = Spiele insgesamt; W oder S = Siege; L oder N = Niederlagen; T oder U oder OT = Unentschieden oder Overtime- bzw. Shootout-Niederlage; Min. = Minuten; SOG oder SaT = Schüsse aufs Tor; GA oder GT = Gegentore; SO = Shutouts; GAA oder GTS = Gegentorschnitt; Sv% oder SVS% = Fangquote; EN = Empty Net Goal; 1 Play-downs/Relegation; Kursiv: Statistik nicht vollständig)